# Theologisches Seminar Gevorkian

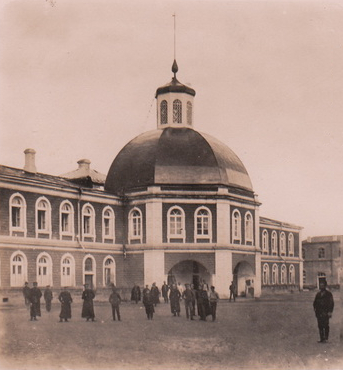
Das Seminarsgebäude im Jahr 1910

Das Theologische Seminar Gevorkian (armenisch Գևորգյան Հոգևոր Ճեմարան, Geworgjan Hogewor Tschemaran, nach anderer Transliteration auch Gevorgian oder Geworkian) ist eine theologisch-akademische Einrichtung der Armenischen Apostolischen Kirche mit Sitz in Wagharschapat (Etschmiadsin) in der Provinz Armawir der Republik Armenien. Das Gebäude wurde am 28. September 1874 fertiggestellt, am 5. Oktober 1874 erteilte der Zar die Erlaubnis zur Gründung und Eröffnung des Seminars.

## Lehrstühle
Das Seminar verfügt (Stand 2021) über folgende Lehrstühle:
- Lehrstuhl für biblische Studien
- Lehrstuhl für Historische Theologie
- Lehrstuhl für christliche Lehre
- Lehrstuhl für Praktische Theologie
- Lehrstuhl für Philologie
- Lehrstuhl für Geisteswissenschaften